# Festivali i Këngës 62
Festivali i Këngës 2023 стал 62-м ежегодным музыкальным конкурсом Албании «Festivali i Këngës», организованным Radio Televizioni Shqiptar (RTSH). Он проходил с 19 по 22 декабря 2023 года во Дворце конгрессов в Тиране, ведущими были Адриана Матоши и Кледи Кадиу вместе с Хулиано Дуле и Крисой Чауши. Победителем стал Маль Реткоцери с песней «Çmendur» («Сумасшедший»). Второй год подряд отдельное телеголосование определяло представителя Албании на конкурсе песни «Евровидение-2024», в результате чего победителем стала Беса Кокедима с песней «Zemrën n'dorë».

## Формат
62-й фестиваль «Festivali i Këngës» состоял из двух полуфиналов 19 и 20 декабря 2023 года, «Nostalgia night» («ночи ностальгии») 21 декабря 2023 года и финала 22 декабря 2023 года. Подробности о формате были раскрыты на пресс-конференции 1 ноября 2023 года.

### Структура голосования
Жюри из 11 человек проголосовало, чтобы определить восемь новичков, прошедших в финал с отборочного этапа, объявленного в конце третьего вечера, а также победителя финала; признанные артисты автоматически прошли в финал, но все равно выступили в полуфинале. Телеголосование, представленное в предыдущем выпуске, вновь представляло собой отдельную подборку, посвящённую представителю Албании на конкурсе песни «Евровидение», и было открыто со второго вечера до финала. Первоначально предполагалось, что эти два голосования будут объединены в соотношении 50/50 или 60/40 для определения единственного победителя.
Членами жюри являются Александр Джока, Индрит Месити, Аделина Исмайли, Фитнете Туда, Елена Кадаре, Наташа Лако, Анила Алиу, Шпетим Кушта, Виктор Ван Вугт, Зана Шутеричи и Шкумбин Ахметшекай.

## Участники
RTSH открыл прием заявок для артистов и композиторов, заинтересованных в участии в 62-м фестивале в Кенгесе, 1 сентября 2023 года, позже был установлен крайний срок 10 октября 2023 года. На момент окончания периода подачи заявок было получено более 80 заявок. Несмотря на первоначальный план отобрать 14 признанных артистов и 13 новичков, в общей сложности 31 артист появился в списке отобранных участников конкурса, который был опубликован 17 октября. Однако после пресс-конференции 1 ноября 2023 года Кейси Тола и Саманта Каравелла, которые фигурировали в списке участников, объявили о своем выходе из конкурса; их заменили Ирма Лепури и PeterPan Quartet. On 1 December 2023, Sardi Strugaj also announced his withdrawal; 1 декабря 2023 года Сарди Стругай также объявил о своем уходе; его сменила Эден Байа. Среди отобранных конкурсанток, в число которых в конечном итоге вошли 14 признанных артистов и 17 новичков, была Эльза Лила, победительница фестивалей 1996, 1997 и 2022 годов.
Впервые отборочная комиссия была проинформирована о личностях претендентов только после завершения процесса, чтобы обеспечить более справедливый результат; также впервые в состав комиссии вошли два поэта.
Обозначения:      Выбыл      Заменён
| Артист(ы)                | Категория         | Песня                  | Перевод                        | Автор(ы) песен                                       |
| ------------------------ | ----------------- | ---------------------- | ------------------------------ | ---------------------------------------------------- |
| Andi Tanko               | Признанный артист | «Herë pas here»        | «Время от времени»             | Andi Tanko                                           |
| Anduel Kovaçi            | Признанный артист | «Nan'»                 | «Бабушке»                      | Anduel Kovaçi                                        |
| Arsi Bako                | Признанный артист | «Zgjohu»               | «Просыпайся»                   | Arsi Bako Denis Hima                                 |
| Беса Кокедима            | Признанный артист | «Zemrën n'dorë»        | «Сердце в руке»                | Besa Kokëdhima Kledi Bahiti Petrit Sefaj Розана Ради |
| Besa Krasniqi            | Признанный артист | «Esenciale»            | «Существенно»                  | Besa Krasniqi                                        |
| Big Basta и Веса Лума    | Признанный артист | «Mbinatyrale}»         | «Сверхъестественно»            | Alban Kondi Fabian Basha Gerald Xhari                |
| Bledi Kaso               | Новичок           | «Çdo gjë mbaroi»       | «Всё кончено»                  | Bledi Kaso Панди Лачо                                |
| Эден Байа                | Новичок           | «Ajër»                 | «Воздух»                       | Anxhela Llaha                                        |
| Eldis Arrnjeti           | Признанный артист | «Një kujtim»           | «Это воспоминание»             | Bujar Daci Eldis Arrnjeti                            |
| Эльза Лила               | Признанный артист | «Mars»                 | «Марс»                         | Эльза Лила                                           |
| Erina and the Elementals | Новичок           | «Jetën n’skaj»         | «Жизнь в обходе»               | Altin Gjoni Arvit Banishta                           |
| Festina Mejzini          | Признанный артист | «Melos»                | «Мелос»                        | Sokol Marsi                                          |
| Ирма Лепури              | Новичок           | «Më prit»              | «Подожди меня»                 | Ирма Лепури                                          |
| Jasmina Hako             | Новичок           | «Ti»                   | «Вы»                           | Artemis Veizaj Florian Zyka                          |
| Jehona Ponari            | Новичок           | «Evol»                 | «Эволюция»                     | Jehona Ponari                                        |
| Кастро Зизо              | Признанный артист | «2073»                 | —                              | Klevis Bega Timo Flloko                              |
| Кейси Тола               | Признанный артист | «Vallëzoj me dritën»   | «Танцующий со светом»          | Кейси Тола Olti Curri                                |
| Kleansa Susaj            | Новичок           | «Pikturë»              | «Картина»                      | Florian Zyka Jeris Kaso                              |
| Luan Durmishi            | Новичок           | «Përsëritja»           | «Повторение»                   | Luan Durmishi Tomor Kuci                             |
| Маль Реткоцери           | Новичок           | «Çmendur»              | «Сумасшедший»                  | Маль Реткоцери                                       |
| Martina Serreqi          | Новичок           | «Vetëm ty»             | «Только ты»                    | A. Krroqi Markelian Kapidani                         |
| Melodajn Mancaku         | Признанный артист | «Nuk jemi më»          | «Мы больше не»                 | Melodajn Mancaku Wendi Mancaku                       |
| Michela Paluca           | Новичок           | «Për veten»            | «Для себя»                     | Enis Mullaj Eriona Rushiti                           |
| Olimpia Smajlaj          | Признанный артист | «Asaj»                 | «Её»                           | Briz Musaraj Olimpia Smajlaj                         |
| Olsi Ballta              | Новичок           | «Unë»                  | «Мне»                          | Bledar Gramo                                         |
| PeterPan Quartet         | Новичок           | «Edhe një herë»        | «Ещё раз»                      | PeterPan Quartet Rael Hoxha                          |
| Саманта Каравелла        | Признанный артист | «N’majë»               | «Кверху»                       | Liridon Berisha Саманта Каравелла                    |
| Santino De Bartolo       | Новичок           | «Dua të rri me ty»     | «Я хочу остаться с тобой»      | Santino De Bartolo                                   |
| Sardi Strugaj            | Признанный артист | «Boshatisur»           | «Пустой»                       | Sardi Strugaj                                        |
| Sergio Hajdini           | Признанный артист | «Uragan»               | «Ураган»                       | Sergio Hajdini                                       |
| Shpat Deda               | Новичок           | «S’mund t’fitoj pa ty» | «Я не смогу победить без тебя» | Shpat Deda                                           |
| Stivi Ushe               | Новичок           | «Askush si ty»         | «Никто не похож на тебя»       | Aleks Gjonpalaj Stivi Ushe                           |
| Тири Джьочи              | Признанный артист | «Në ëndërr»            | «Мечта»                        | Neda Balluku Romeo Veshaj Тири Джьочи                |
| Troy Band                | Новичок           | «Horizonti i ëndrrave» | «Горизонт мечтаний»            | Alda Çuka Anton Lakuriqi                             |

## Шоу

### Полуфиналы
Полуфиналы Festivali i Këngës состоялись 19 и 20 декабря 2023 года в 21:00 по центральноевропейскому времени. Порядок проведения обоих полуфиналов был определен во время пресс-конференции, состоявшейся 1 ноября.
Умберто Тоцци и Виола Джизели были приглашены в качестве специальных гостей на 1-й полуфинал; Александер Джока, Индрит Месити и Рахель Андриоти были приглашенными исполнителями 2-й полуфинал.
Обозначения:
     Не прошёл
     Прошёл
     Прошёл автоматически
| Номер | Артист             | Песня                  | Перевод                        | Результат            |
| ----- | ------------------ | ---------------------- | ------------------------------ | -------------------- |
| 1     | Stivi Ushe         | «Askush si ty»         | "Никто не похож на тебя "      | Не прошёл            |
| 2     | Беса Кокедима      | «Zemrën n'dorë»        | «Сердце в руке»                | Прошла автоматически |
| 3     | Маль Реткоцери     | «Çmendur»              | «Сумасшедший»                  | Прошёл               |
| 4     | Eldis Arrnjeti     | «Një kujtim»           | «Это воспоминание»             | Прошёл автоматически |
| 5     | Shpat Deda         | «S’mund t’fitoj pa ty» | «Я не смогу победить без тебя» | Прошёл               |
| 6     | Jehona Ponari      | «Evol»                 | «Эволюция»                     | Не прошла            |
| 7     | PeterPan Quartet   | «Edhe një herë»        | «Ещё раз»                      | Прошли               |
| 8     | Festina Mejzini    | «Melos»                | «Мелос»                        | Прошла автоматически |
| 9     | Кастро Зизо        | «2073»                 | —                              | Прошёл автоматически |
| 10    | Luan Durmishi      | «Përsëritja»           | «Повторение»                   | Не прошёл            |
| 11    | Melodajn Mancaku   | «Nuk jemi më»          | «Мы больше не»                 | Прошла автоматически |
| 12    | Olsi Ballta        | «Unë»                  | «Мне»                          | Не прошёл            |
| 13    | Andi Tanko         | «Herë pas here»        | «Время от времени»             | Прошёл автоматически |
| 14    | Sergio Hajdini     | «Uragan»               | «Ураган»                       | Прошёл автоматически |
| 15    | Santino De Bartolo | «Dua të rri me ty»     | «Я хочу остаться с тобой»      | Не прошёл            |
| 16    | Olimpia Smajlaj    | «Asaj»                 | «Её»                           | Прошла автоматически |

| Номер | Артист                   | Песня                  | Перевод              | Результат            |
| ----- | ------------------------ | ---------------------- | -------------------- | -------------------- |
| 1     | Big Basta и Веса Лума    | «Mbinatyrale»          | «Сверхъестественный» | Прошёл автоматически |
| 2     | Эльза Лила               | «Mars»                 | «Марс»               | Прошла автоматически |
| 3     | Jasmina Hako             | «Ti»                   | «Вы»                 | Не прошла            |
| 4     | Michela Paluca           | «Për veten»            | «Для себя»           | Прошла               |
| 5     | Anduel Kovaçi            | «Nan'»                 | «Бабушке»            | Прошёл автоматически |
| 6     | Kleansa Susaj            | «Pikturë»              | «Картина»            | Прошла               |
| 7     | Эден Байа                | «Ajër»                 | «Воздух»             | Не прошла            |
| 8     | Erina and the Elementals | «Jetën n’skaj»         | «Жизнь в обходе»     | Прошли               |
| 9     | Ирма Лепури              | «Më prit»              | «Подожди меня»       | Прошла               |
| 10    | Arsi Bako                | «Zgjohu»               | «Просыпайся»         | Прошла автоматически |
| 11    | Тири Джьочи              | «Në ëndërr»            | «Мечта»              | Прошёл автоматически |
| 12    | Besa Krasniqi            | «Esenciale»            | «Существенно»        | Прошла автоматически |
| 13    | Bledi Kaso               | «Çdo gjë mbaroi»       | «Всё кончено»        | Не прошёл            |
| 14    | Troy Band                | «Horizonti i ëndrrave» | «Горизонт мечтаний»  | Не прошли            |
| 15    | Martina Serreqi          | «Vetëm ty»             | «Только ты»          | Прошла               |

### Nostalgia night
«Nostalgia night» Festivali i Këngës состоялась 21 декабря 2023 года в 21:00 по центральноевропейскому времени. Конкурсанты исполнили песни из истории Festivali i Këngës и «Евровидения» в дуэте с другими конкурсантами или приглашенными исполнителями.
Аделина Исмаили была приглашена в качестве специального гостя.
| Номер | Артист(ы)                                                | Приглашённый артист    | Песня                         | Перевод                     |
| ----- | -------------------------------------------------------- | ---------------------- | ----------------------------- | --------------------------- |
| 1     | Eldis Arrnjeti                                           | Myfarete Laze          | «Pragu i vegjëlisë»           | «Порог маленького»          |
| 2     | Besa Krasniqi                                            | Ирма и Эранда Либохова | «Nuk e harroj»                | «Я не забываю»              |
| 3     | Kleansa Susaj и Michela Paluca                           | н/д                    | «Voilà»                       | «Вот так»                   |
| 4     | Sergio Hajdini                                           | Энеда Тарифа           | «Mesnatë»                     | «Полночь»                   |
| 5     | Arsi Bako                                                | Евгент Бушпепа         | «S’mund t’jetoj pa ty»        | «Я не могу жить без тебя»   |
| 6     | Olimpia Smajlaj                                          | Фитнете Туда           | «Shi bie në Tiranë»           | «В Тиране идёт дождь»       |
| 7     | Jasmina Hako и Маль Реткоцери                            | н/д                    | «Fairytale»                   | «Сказка»                    |
| 8     | PeterPan Quartet и Troy Band                             | н/д                    | «Zitti e buoni»               | «Тихие и послушные»         |
| 9     | Festina Mejzini                                          | Florent Abrashi        | «Mes nesh është dashuria»     | «Между нами есть любовь»    |
| 10    | Тири Джьочи                                              | Sidrit Bejleri         | «Erdh pranvera»               | «Наступила весна»           |
| 11    | Andi Tanko                                               | Angus Dei              | «Ku është dashuria»           | «Где же любовь»             |
| 12    | Erina Seitllari (Erina and the Elementals) и Olsi Ballta | н/д                    | «Hard Rock Hallelujah»        | «Тяжёлый рок, аллилуйя»     |
| 13    | Ирма Лепури и Shpat Deda                                 | н/д                    | «Nel blu, dipinto di blu»     | «В синем покрашенном синем» |
| 14    | Jehona Ponari и Martina Serreqi                          | н/д                    | «Wild Dances»                 | «Дикие танцы»               |
| 15    | Melodajn Mancaku                                         | Edmond Mancaku         | «Telefonatë zemrash»          | «Зов сердца»                |
| 16    | Big Basta и Веса Лума                                    | Элтон Деда             | «Qyteti i vjetër»             | «Старый город»              |
| 17    | Эден Байа                                                | Anxhela Llaha          | «Satellite»                   | «Спутник»                   |
| 18    | Anduel Kovaçi                                            | Ilir Shaqiri           | «Udhët e mia»                 | «Это мое путешествие»       |
| 19    | Кастро Зизо                                              | Rea Nuhu               | «Sagapo, të dua»              | «Сагапо, я люблю тебя»      |
| 20    | Беса Кокедима                                            | Jehona Sopi            | «Rrjedh në këngë e ligjërime» | «Это есть в тексте песни»   |
| 21    | Эльза Лила                                               | Enrico Melozzi         | «Një serenatë për dy»         | «Серенада для двоих»        |
| 22    | Luan Durmishi и Santino De Bartolo                       | н/д                    | «Insieme: 1992»               | «Вместе: 1992»              |
| 23    | Bledi Kaso и Stivi Ushe                                  | н/д                    | «Arcade»                      | «Аркада»                    |

### Финал
Финал фестиваля состоялся 22 декабря 2023 года в 21:00 по центральноевропейскому времени. 22 участника выступили и боролись за победу, в то время как все 31 участник (как отборочные, так и неквалификационные) имели право выиграть право представлять Албанию на конкурсе песни «Евровидение-2024».
Приглашенными исполнителями финала были Аурела Гаче (победительница фестивалей 38, 40 и 49), Ник Хелилай и Ла Фазани (победительница первого выпуска фестиваля në RTK в Косово).
Победителем стала песня «Çmendur» в исполнении Маля Реткоцери. Победителем телепроекта стала песня «Zemrën n'dorë» в исполнении Бесы Кокедимы. Она будет представлять Албанию на конкурсе песни «Евровидение-2024».
Обозначения:
     Победитель
     2-е место
     3-е место
     Телеголосование/Участие в Евровидении
| Номер | Артист                   | Песня                  | Перевод                        | Результат                  |
| ----- | ------------------------ | ---------------------- | ------------------------------ | -------------------------- |
| 1     | Кастро Зизо              | «2073»                 | —                              | н/д                        |
| 2     | Маль Реткоцери           | «Çmendur»              | «Сумасшедший»                  | 1-е место                  |
| 3     | Erina and the Elementals | «Jetën n’skaj»         | «Жизнь в обходе»               | н/д                        |
| 4     | Melodajn Mancaku         | «Nuk jemi më»          | «Мы больше не»                 | н/д                        |
| 5     | Тири Джьочи              | «Në ëndërr»            | «Мечта»                        | 2-е место                  |
| 6     | Kleansa Susaj            | «Pikturë»              | «Картина»                      | н/д                        |
| 7     | Ирма Лепури              | «Më prit»              | «Подожди меня»                 | н/д                        |
| 8     | Festina Mejzini          | «Melos»                | «Мелос»                        | н/д                        |
| 9     | Eldis Arrnjeti           | «Një kujtim»           | «Это воспоминание»             | н/д                        |
| 10    | Martina Serreqi          | «Vetëm ty»             | «Только ты»                    | Приз жюри                  |
| 11    | Besa Krasniqi            | «Esenciale»            | «Существенно»                  | н/д                        |
| 12    | Sergio Hajdini           | «Uragan»               | «Ураган»                       | н/д                        |
| 13    | Olimpia Smajlaj          | «Asaj»                 | «Её»                           | н/д                        |
| 14    | Anduel Kovaçi            | «Nan'»                 | «Бабушке»                      | н/д                        |
| 15    | Michela Paluca           | «Për veten»            | «Для себя»                     | н/д                        |
| 16    | PeterPan Quartet         | «Edhe një herë»        | «Ещё раз»                      | Лучший новичок             |
| 17    | Беса Кокедима            | «Zemrën n'dorë»        | «Сердце в руке»                | Победитель телеголосования |
| 18    | Arsi Bako                | «Zgjohu»               | «Просыпайся»                   | н/д                        |
| 19    | Эльза Лила               | «Mars»                 | «Марс»                         | н/д                        |
| 20    | Andi Tanko               | «Herë pas here»        | «Время от времени»             | н/д                        |
| 21    | Shpat Deda               | «S’mund t’fitoj pa ty» | «Я не смогу победить без тебя» | 3-е место                  |
| 22    | Big Basta и Веса Лума    | «Mbinatyrale»          | «Сверхъестественный»           | н/д                        |

## Трансляции
Четыре шоу «Festivali i Këngës» транслировались в прямом эфире на RTSH в Албании, на RTK в Косово, на MRT в Северной Македонии и на RTCG в Черногории. RTSH также обеспечил международную прямую трансляцию шоу через свой официальный веб-сайт и канал YouTube.
| Страна             | Вещатель | Канал(ы)       | Шоу                          | Примечания    |
| ------------------ | -------- | -------------- | ---------------------------- | ------------- |
| Албания            | RTSH     | RTSH 1         | Все шоу                      | [ 38 ] [ 39 ] |
| Албания            | RTSH     | RTSH Muzikë    | Все шоу                      | [ 38 ] [ 39 ] |
| Албания            | RTSH     | RTSH Sat       | Все шоу                      | [ 38 ] [ 39 ] |
| Албания            | RTSH     | Radio Tirana   | Все шоу                      | [ 38 ] [ 39 ] |
| Косово             | RTK      | RTK 4          | Полуфиналы и Nostalgia night | [ 38 ] [ 39 ] |
| Косово             | RTK      | RTK 1          | Финал                        | [ 38 ] [ 39 ] |
| Косово             | RTK      | Radio Kosova 2 | Все шоу                      | [ 38 ] [ 39 ] |
| Черногория         | RTCG     | RTCG           | Все шоу                      | [ 38 ] [ 39 ] |
| Северная Македония | MRT      | MRT 2          | Все шоу                      | [ 38 ] [ 39 ] |